# Ty Inc.
Ty Inc. is een Amerikaans bedrijf dat in 1986 werd opgericht door Ty Warner. Het bedrijf is vooral bekend geworden door hun speelgoedproduct Beanie Babies, knuffels die zwaarder en kleiner zijn dan gewone diertjes en levensecht aanvoelen. Daarnaast maakt het bedrijf een soortgelijk product, Beanie Boos. Deze hebben grotere ogen en glitters.